# Carlos Fierro
Carlos Eduardo Fierro Guerrero (* 24. Juli 1994 in Ahome, Sinaloa) ist ein mexikanischer Fußballspieler auf der Position des Stürmers.

## Karriere

### Verein
Am 2. September 2011 kam Fierro im Dress von Chivas Guadalajara zu seinem ersten Einsatz in der mexikanischen Primera División, als er fünf Minuten vor Spielende beim 1:0-Auswärtssieg gegen den Club Tijuana für Marco Fabián eingewechselt worden war.
Insgesamt kam Fierro in acht Spielen der Apertura 2011 zum Einsatz. In der Clausura 2012 kam er zwölfmal zum Einsatz und absolvierte drei Spiele in voller Länge: beim 0:2 in Monterrey am 11. Februar 2012, beim 2:0 gegen Toluca am 24. März 2012 und beim 0:1 gegen die benachbarten Estudiantes Tecos am 1. April 2012.
In der Copa Libertadores 2012, die für seine Mannschaft so enttäuschend verlief, erzielte er am 13. März 2012 das „goldene“ Tor zum 1:0-Sieg gegen den Defensor Sporting Club. Es war eines von nur zwei Toren und der einzige Sieg für Guadalajara in diesem Turnier.

### Nationalmannschaft
Große Aufmerksamkeit erregte Fierro bereits, bevor er überhaupt sein erstes Spiel als Profifußballspieler absolviert hatte. Bei der im eigenen Land ausgetragenen U-17-Fußball-Weltmeisterschaft 2011 gehörte er nicht nur zum Kader der mexikanischen U-17-Auswahl, die Weltmeister wurde, sondern verzeichnete auch noch zwei persönliche Erfolge: zum einen wurde er zum drittbesten Spieler des Turniers gewählt und hierfür mit dem Bronzenen Ball ausgezeichnet; zum anderen war er mit seinen vier Treffern der erfolgreichste Torschütze der Mexikaner.

## Erfolge

### Verein
- Mexikanischer Meister: Clausura 2017 (mit Guadalajara)
- Mexikanischer Pokalsieger: Apertura 2015 (mit Guadalajara), Apertura 2016 (mit Querétaro), Clausura 2017 (mit Guadalajara)

### Nationalmannschaft
- U-17-Fußballweltmeister: 2011

### Auszeichnungen
- Bronzener Ball (d. h. Drittbester Spieler) der U-17-Fußball-Weltmeisterschaft 2011